# Placówka Straży Celnej „Gowidlino”

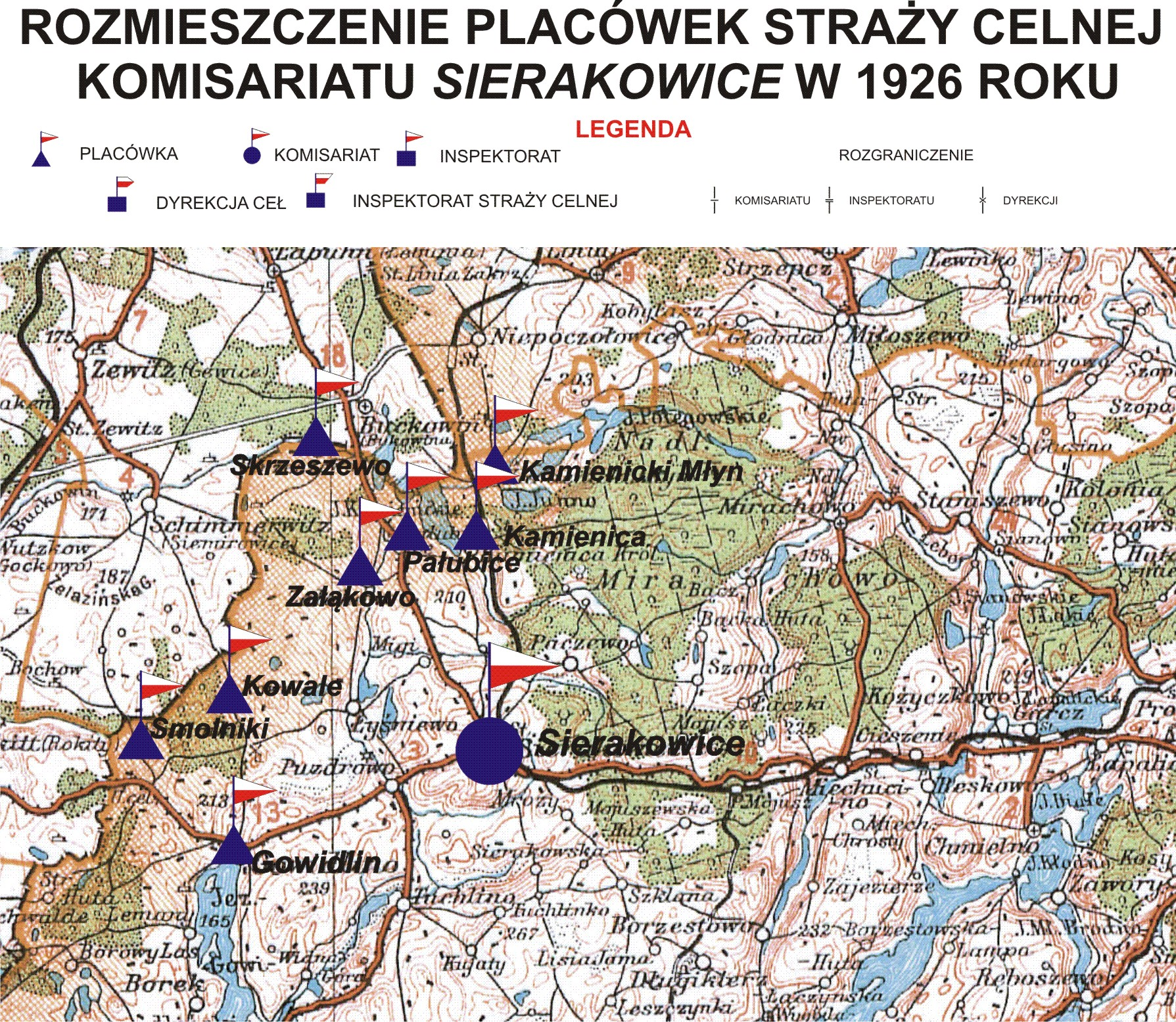
Rozmieszczenie Placówek Straży Celnej komisariatu „Sierakowice”

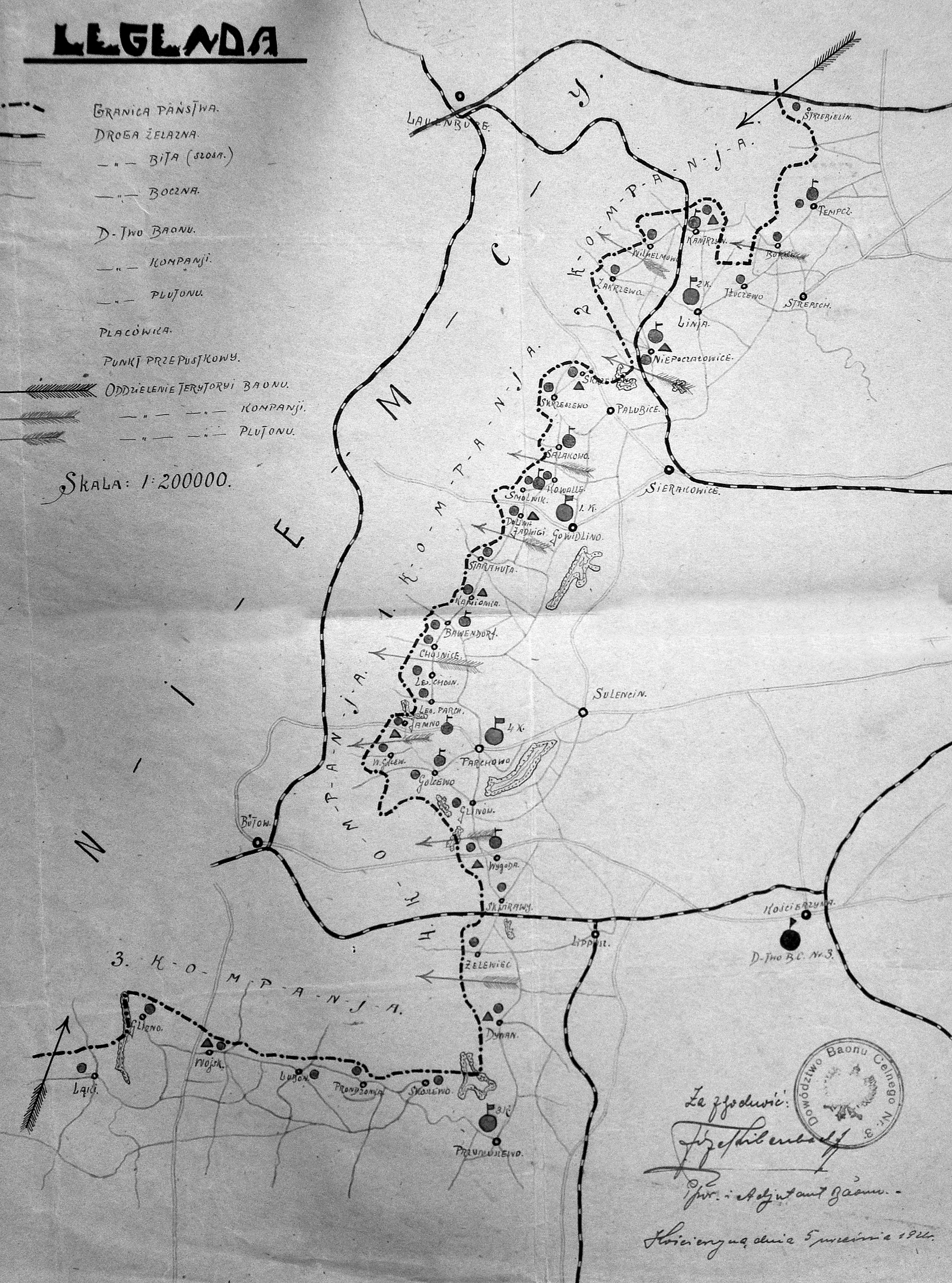
Rozmieszczenie 3 batalionu celnego

Placówka Straży Celnej „Gowidlino” – jednostka organizacyjna Straży Celnej pełniąca w okresie międzywojennym służbę ochronną na granicy polsko-niemieckiej.

## Formowanie i zmiany organizacyjne
Na wniosek Ministerstwa Skarbu, uchwałą z 10 marca 1920 roku, powołano do życia Straż Celną. Od połowy 1921 roku jednostki Straży Celnej rozpoczęły przejmowanie odcinków granicy od pododdziałów Batalionów Celnych. W 1921 roku w Gowidlinie stacjonował sztab 1 kompanii 3 batalionu celnego. Proces tworzenia Straży Celnej trwał do końca 1922 roku. Placówka Straży Celnej „Gowidlin” weszła w podporządkowanie komisariatu Straży Celnej „Sierakowice” z Inspektoratu SC „Kościerzyna”.
W drugiej połowie 1927 roku przystąpiono do gruntownej reorganizacji Straży Celnej. W praktyce skutkowało to rozwiązaniem tej formacji granicznej. Ochronę północnej, zachodniej i południowej granicy państwa przejęła powołana z dniem 2 kwietnia 1928 roku Straż Graniczna.
Rozkazem nr 2 z 19 kwietnia 1928 roku w sprawie organizacji Pomorskiego Inspektoratu Okręgowego dowódca Straży Granicznej gen. bryg. Stefan Pasławski określił strukturę organizacyjną komisariatu SG „Sierakowice”. Placówka Straży Granicznej I linii „Wilhelminental” znalazła się w jego strukturze.

## Służba graniczna
Sąsiednie placówki
- placówka Straży Celnej „Kowale” ⇔ placówka Straży Celnej „Smolniki” – 1926[9]

## Funkcjonariusze placówki
Kierownicy placówki
| stopień    | imię i nazwisko, numer | okres pełnienia służby | kolejne stanowisko |
| ---------- | ---------------------- | ---------------------- | ------------------ |
| przodownik | Walenty Kałużny (1867) | był w 1926             |                    |

Obsada personalna placówki w 1926:
- przodownik Walenty Kałużny (1867)
- strażnik Antoni Lewandowski (1904)
- strażnik Jan Urbaniak (911)
- strażnik Wacław Krajewski (2952)